# Marinha da Rússia
A Marinha da Rússia (em russo:  Военно-морской флот [ВМФ], transl. Voyenno-morskoi flot, VMF) é o ramo naval das Forças Armadas da Rússia. Sucedeu a Marinha da Comunidade dos Estados Independentes, que sucedeu a Marinha Soviética após a dissolução da União Soviética no fim da Guerra Fria, em 1991. A Marinha Imperial Russa foi originalmente criada por Pedro I da Rússia, em outubro de 1696. A bandeira do Santo André, a insígnia (vista à direita), e a maioria de suas tradições foram estabelecidas pessoalmente por Pedro I.
A Marinha Russa possui a grande maioria das forças navais da antiga União Soviética e, atualmente, compreende a Frota do Norte, Frota do Pacífico, Frota do Mar Negro, Frota do Báltico, e a Flotilha do Mar Cáspio. A Marinha ainda conta com sua própria unidade de fuzileiros navais, a Infantaria Naval Russa, e sua própria força aérea, a Aviação Naval Russa.

## História
As origens da Marinha Russa podem ser atribuídas ao período entre os séculos IV e VI, quando os primeiros eslavos do leste estavam engajados em uma batalha contra o Império Bizantino. As primeiras flotilhas eslavas consistiam de pequenos barcos a vela e remo, que possuíam navegabilidade e eram capazes de navegar nos leitos dos rios. Nos séculos IX e XII, havia flotilhas na Rússia de Quieve constituídas por centenas de embarcações com um, dois ou três mastros. Os cidadãos de Novgorod são conhecidos por terem realizado campanhas militares no Mar Báltico (como o cerco de Sigtuna em 1187). Lad'ya (ладья em russo, ou barco) era uma embarcação típica utilizada pelo exército de Novgorod (comprimento - 30 m, largura - de 5 a 6 m, 2 ou 3 mastros, armamento - aríetes e catapultas, complementos - 50 a 60 homens). Existiam também veleiros menores e barcos a remo, como os Ushkuys (ушкуи) para navegar em rios, lagos e recifes, e os Kochis (кочи) e Nosads (носады), utilizados para transporte de cargas. Nos séculos XVI e XVII, os cossacos realizaram campanhas militares contra o Canato da Crimeia e o Império Otomano, utilizando veleiros e barcos a remo. Os cossacos do Dom os chamavam de Strugs (струг). Estas embarcações eram capazes de transportar até 80 homens. As flotilhas cossacas consistiam de 80 a 100 barcos.
Sucedendo a marinha imperial, a força naval soviética se tornou uma das mais poderosas do mundo, especialmente logo após a segunda guerra mundial, operando modernos navios de guerra, porta-aviões e submarinos nucleares.
Após o colapso da União Soviética, a marinha russa sofreu com falta de recursos financeiros para aquisição de novos equipamentos e manutenção dos velhos navios. A crise financeira também afetou os programas de treinamento de recrutas e oficiais, reduzindo a eficiência da marinha como um todo. A indústria naval também encolheu. No começo da década de 2010, iniciou-se um programa de modernização da marinha de guerra da Rússia, liderada pelo então ministro da defesa Sergei Shoigu. Melhorias na capacidade naval do país e reequipamento das frotas foi prioridade, além de melhor capacitação dos profissionais que serviam na marinha. Segundo analistas, os maiores investimentos foram uma resposta a maior presença de forças navais da OTAN na Europa e da maior colaboração da organização com a Ucrânia, uma ex-república soviética.

## Galeria

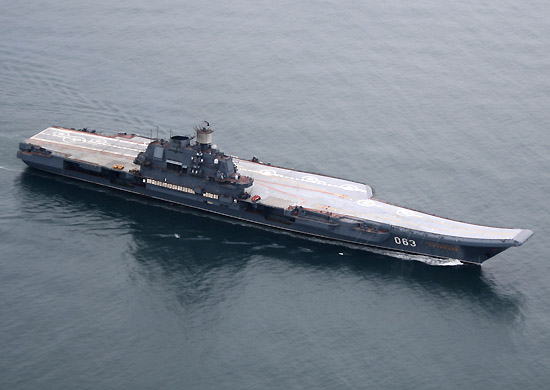
O porta-aviões Admiral Flota Sovetskogo Soyuza Kuznetsov, capitânia da Marinha Russa.
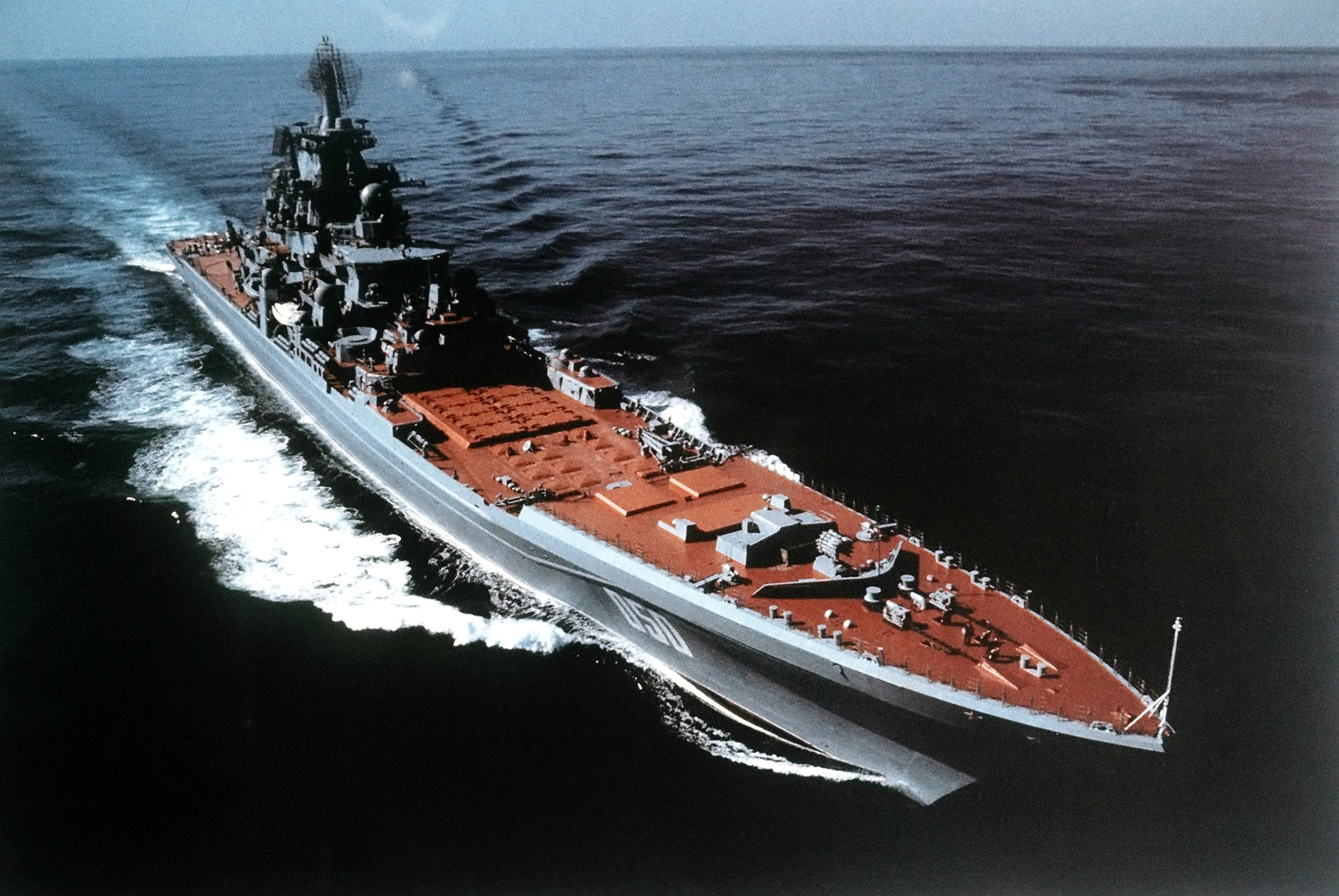
Um cruzador da Classe Kirov.
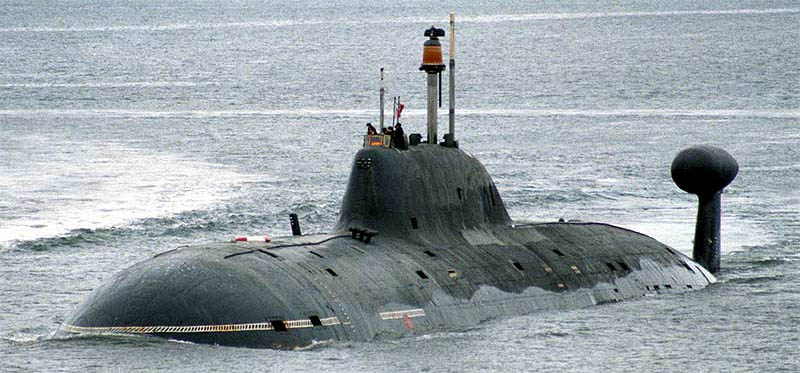
O submarino russo Vepr da classe Akula.
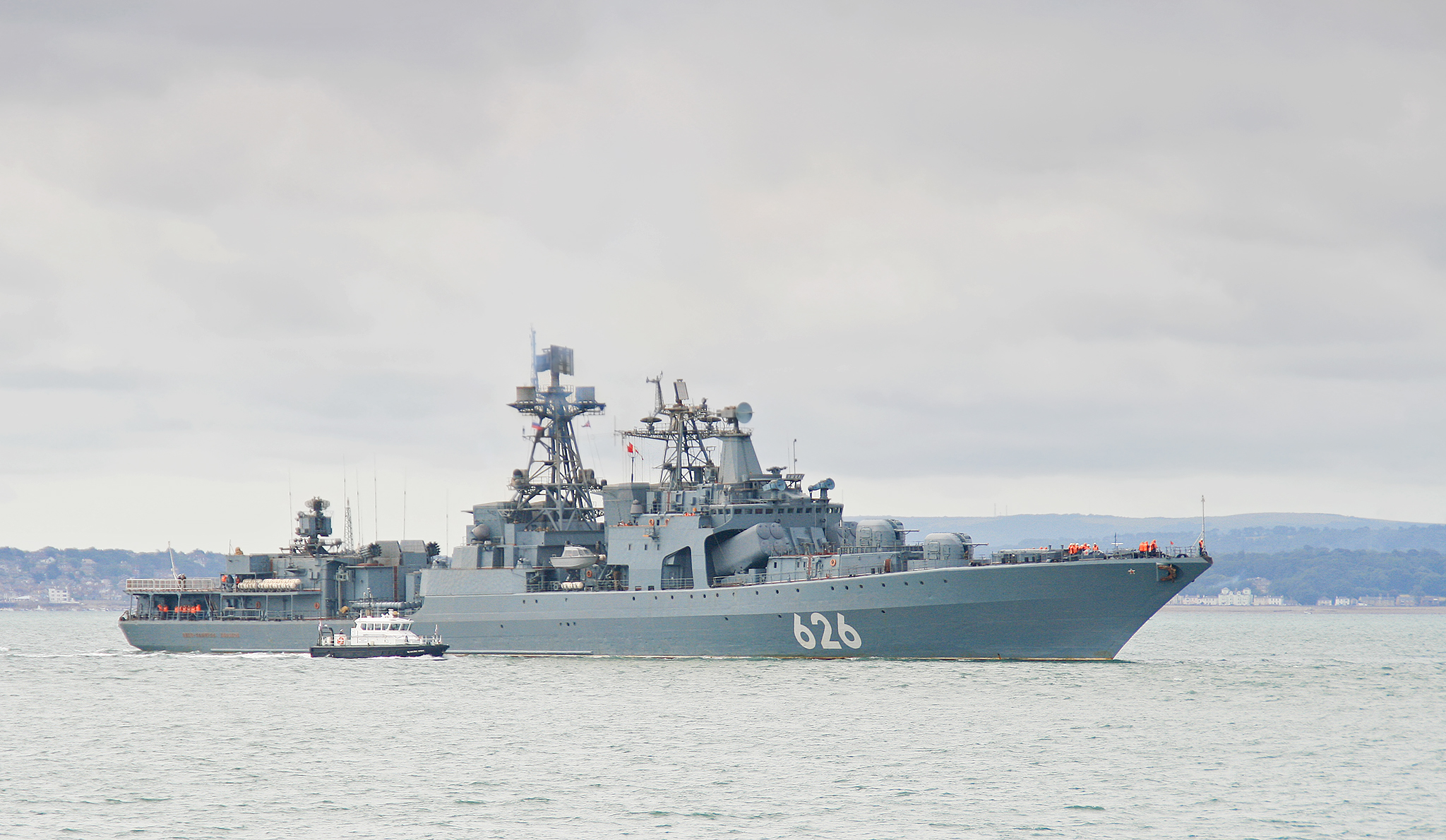
Um contratorpedeiro da classe Udaloy.
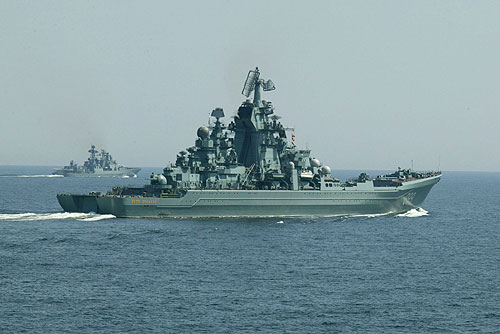
O cruzador de batalha Pyotr Velikiy durante uma missão de exercício.
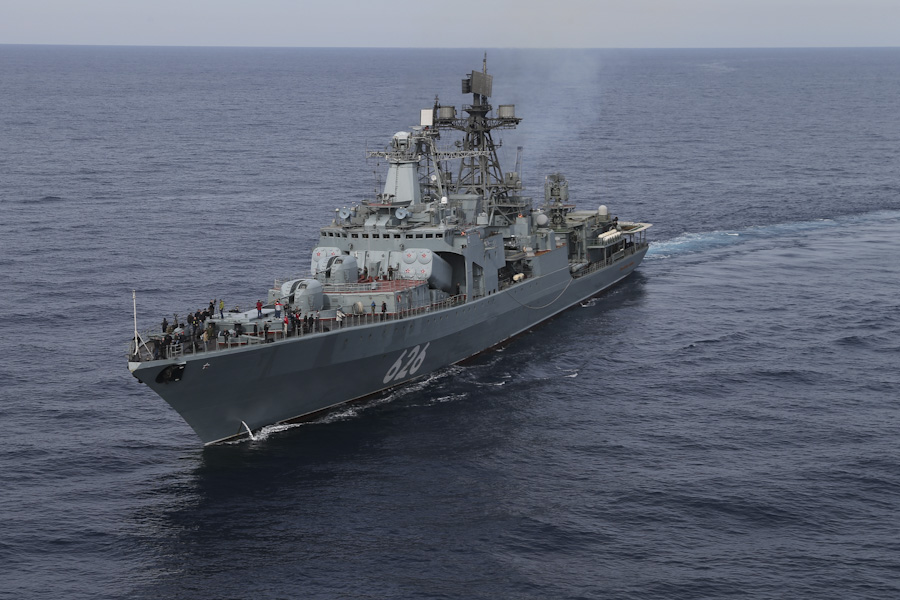
Um navio de guerra russo na Síria, em janeiro de 2016.
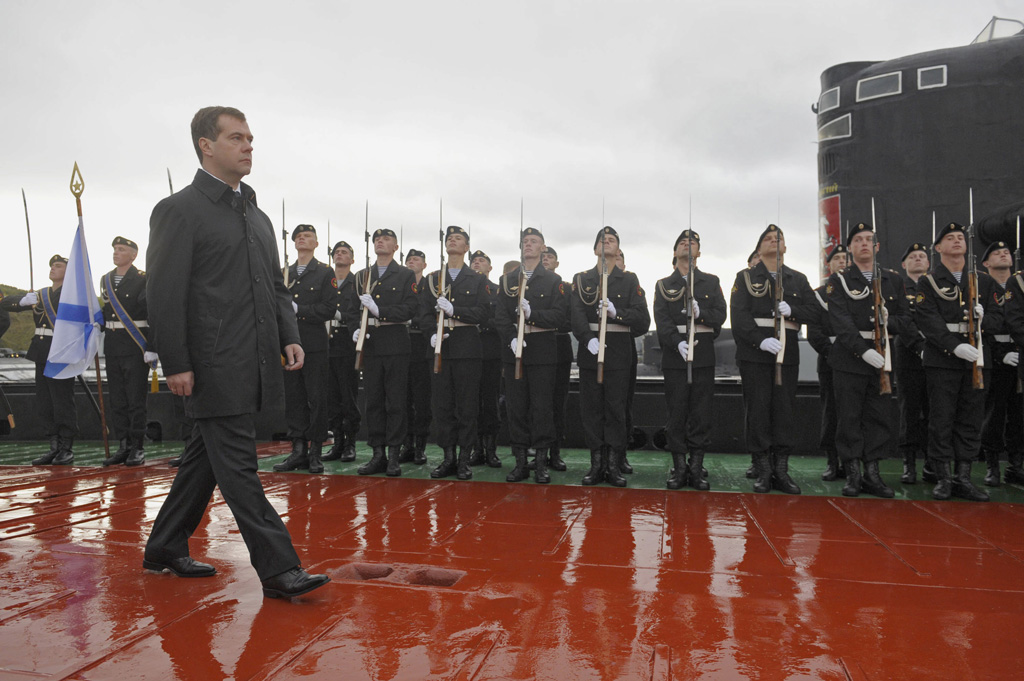
Marinheiros russos saudando o então presidente Dmitri Medvedev, na base naval de Krasheninnikov.
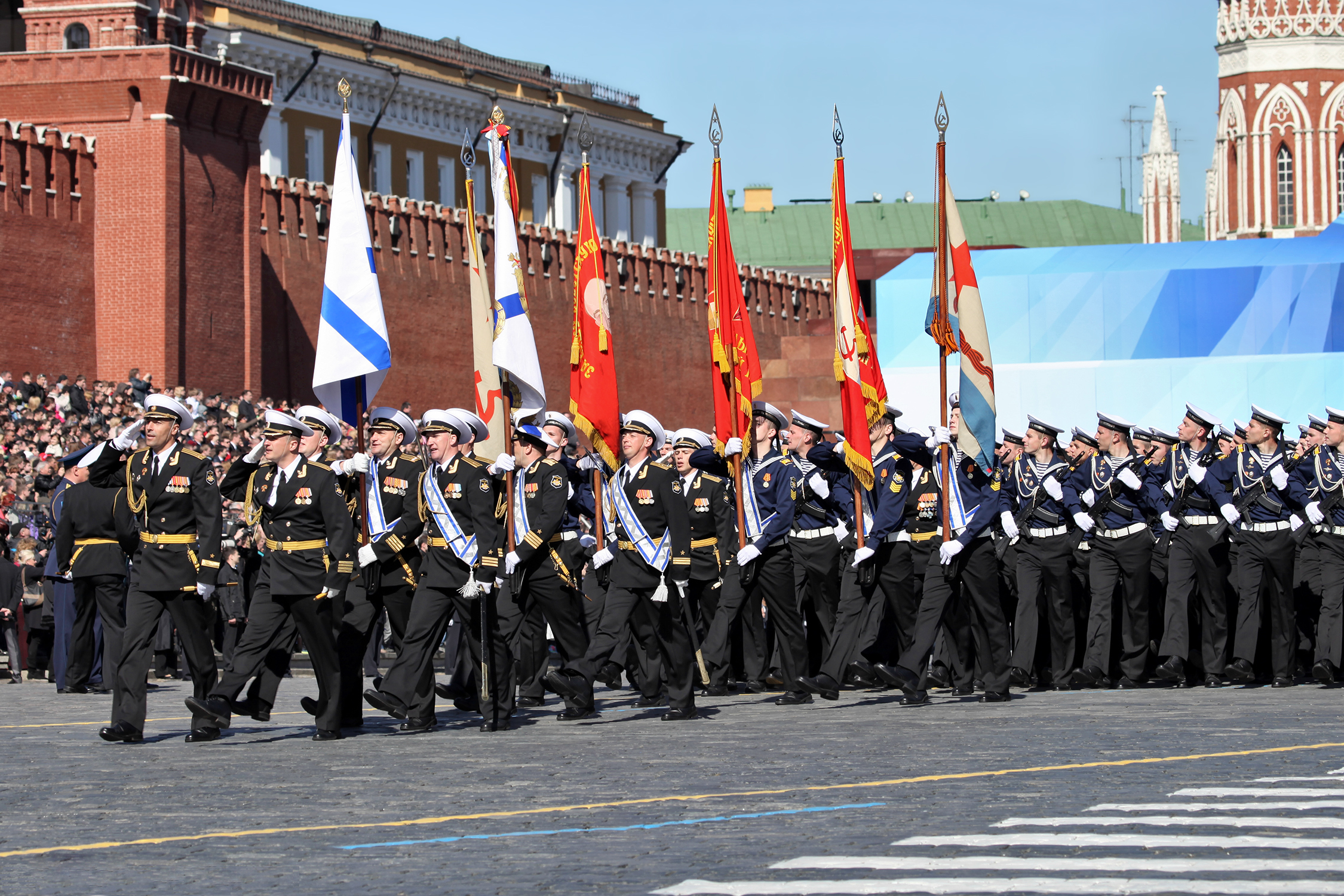
Militares da marinha russa.
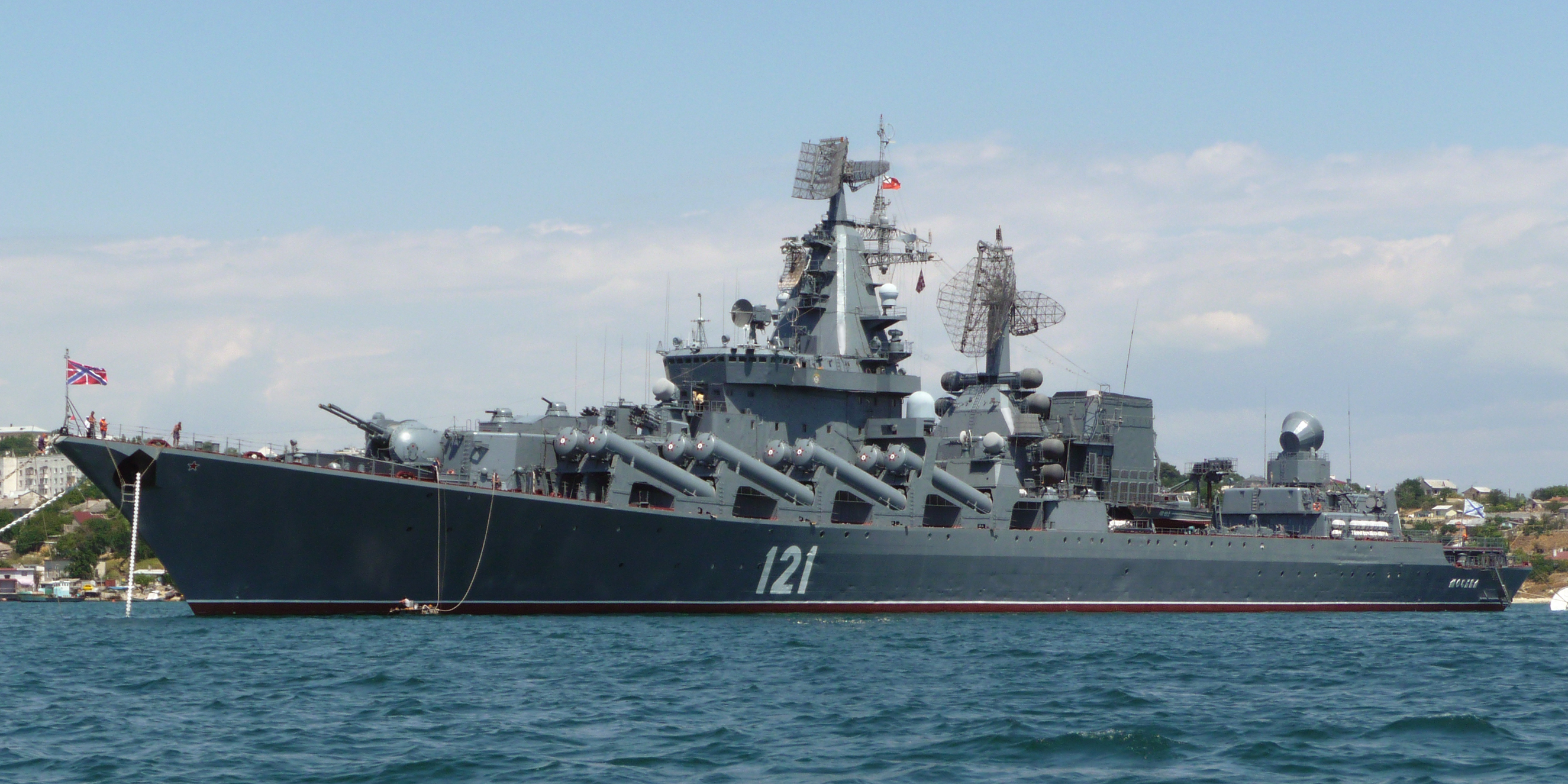
O cruzador de batalha Moskva, a antiga maior embarcação no Mar Negro, antes de ser afundado em 2022
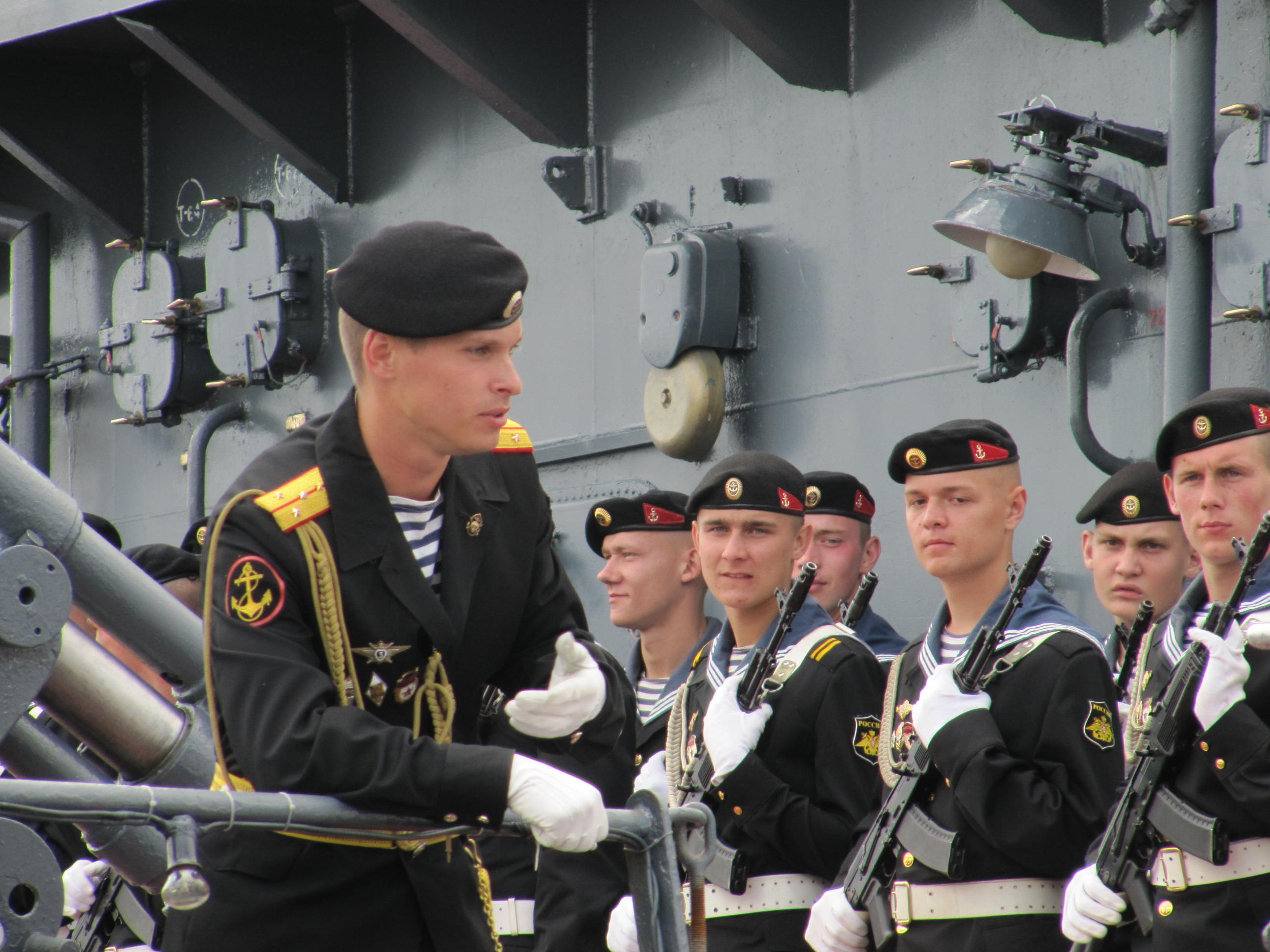
Fuzileiros da Infantaria Naval Russa, parte da Marinha